# Rivula lophosoma
Rivula lophosoma là một loài bướm đêm trong họ Erebidae.